# Dritan Abazović
Dritan Abazović (Ulcinj, 25 de desembre de 1985) és un polític montenegrí que exerceix com a primer ministre de Montenegro des d'abril de 2022. D'ètnia albanesa, encapçala el partit Acció Reformista Unida i anteriorment va exercir com a vice-primer ministre al gabinet de Zdravko Krivokapić des de 2020 fins a 2022.

## Biografia
Abazović va néixer el 25 de desembre de 1985 a Ulcinj. Després d'haver acabat l'escola primària i secundària a Ulcinj, es va graduar a la Facultat de Ciències Polítiques de la Universitat de Sarajevo. Va obtenir un màster en relacions internacionals a la Facultat de Ciències Polítiques de la Universitat de Montenegro el 2008. El 2019, va acabar el seu doctorat a la Facultat de Ciències Polítiques de la mateixa universitat, després d'haver defensat la seva tesi doctoral titulada Global Politics—Ethical Aspects of Globalization (Política global: aspectes ètics de la globalització) 
Del 2005 al 2007, va ser assistent a la Facultat de Ciències Polítiques de la Universitat de Sarajevo. L'any 2009 va completar el curs d'Estudi de la Pau a la Universitat d'Oslo. L'any 2011 va residir als Estats Units mentre participava al programa del Departament d'Estat a Washington D.C. Del 2010 al 2012 va ser director executiu de la companyia local de radiodifusió Teuta, així com de l'ONG Mogul, ambdues amb seu a Ulcin.

### Inicis en política
Abazović va ser un dels fundadors del partit polític social liberal Positive Montenegro el 2012. A les eleccions parlamentàries montenegrines de 2012, el partit va guanyar 7 dels 81 escons, el que va fer que Abazović es convertís en el membre més jove de la nova convocatòria del Parlament de Montenegro. El 2014, després d'una escissió del partit, Abazović va abandonar el partit, servint com a diputat independent abans d'unir-se a la recentment fundada Acció Reformista Unida el 2015. Actualment és el president del partit, i va exercir com un dels seus representants parlamentaris del 2015 al 2020. El juny de 2020, els delegats de trenta-vuit països europeus van votar al XXXI Congrés per admetre el Moviment Cívic URA al Partit Verd Europeu, convertint el Moviment Cívic URA en el primer partit independent de l'oposició a Montenegro a unir-se a una família de partits europeus.
L'11 de juliol de 2020, el Moviment Cívic URA va decidir presentar-se de manera independent, presentant la seva plataforma electoral de centreesquerra. La llista estava encapçalada per candidats independents, entre els quals la coneguda periodista i activista Milka Tadić, diversos professors universitaris, periodistes, la societat civil i activistes d'ONG. Abazović va ser el líder de la llista, com a líder de l'URA.

### Primer ministre
El 3 de març de 2022, el president Đukanović va demanar a Abazović que formés un nou govern després d'una moció de censura a principis de febrer contra Krivokapić. El 28 d'abril, el parlament de Montenegro va aprovar un nou govern, compost per una àmplia coalició de partits pro-europeus i pro-serbis, amb Abazović com a Primer Ministre. Abazović va dir als legisladors que l'enfocament principal del nou govern seran les reformes requerides per la Unió Europea perquè Montenegro pugui sol·licitar accelerar el seu procés d'adhesió a la unió, arran de la situació creada per la invasió russa d'Ucraïna. Va definir les cinc prioritats del seu govern, que seran la lluita contra la corrupció, inversions i desenvolupament més sostenibles, protecció del medi ambient i millor atenció a la infantesa i la joventut.
Abazović és musulmà. Parla amb fluïdesa el serbo-croat, l'albanès i l'anglès. El 2017 va signar la Declaració sobre la llengua comuna dels montenegrins, croats, serbis i bosnians. El 2010, va publicar el seu primer llibre titulat Cosmopolitan Culture and Global Justice. També ha treballat com a professor de secundària a Ulcinj, ensenyant sociologia de la cultura, comunicació i història de la religió.